# Прапор Ожерелья
Міське поселення Ожерельє Каширського району Московської області Росії має власну символіку – герб та прапор. Сучасна версія прапора затверджена 29 березня 2007 року
у центрі золоте крилате колесо оточене зеленим вінком із дубового листя.

## Обґрунтування символіки
Вінок - намисто з дубового листя алегорично вказує на назву міста і його розташування на місці густих дубових лісів. Крім того, вінок - символ доблесті і слави. Колесо є багатозначним символом. Це символ вічного руху і прогресу, це і символ Сонця, це і символ успіху ("колесо" Фортуни - богині щастя й удачі). Зелений, червоний і синій (лазуровий) - кольори найбільш часто застосовуються при розфарбовуванні залізничних вагонів і локомотивів. Лазур - символ піднесених устремлінь, відданості, відродження. Червоний колір - символ мужності, життєствердною сили і краси, свята. Золото - символ вищої цінності, величі, великодушності, багатства. Зелений колір символізує весну, здоров'я, природу, надію.